# Fără morală
Fără morală este un film românesc din 1964 regizat de Liviu Ghigorț.